# 第二次世界大戰期間的尼泊爾

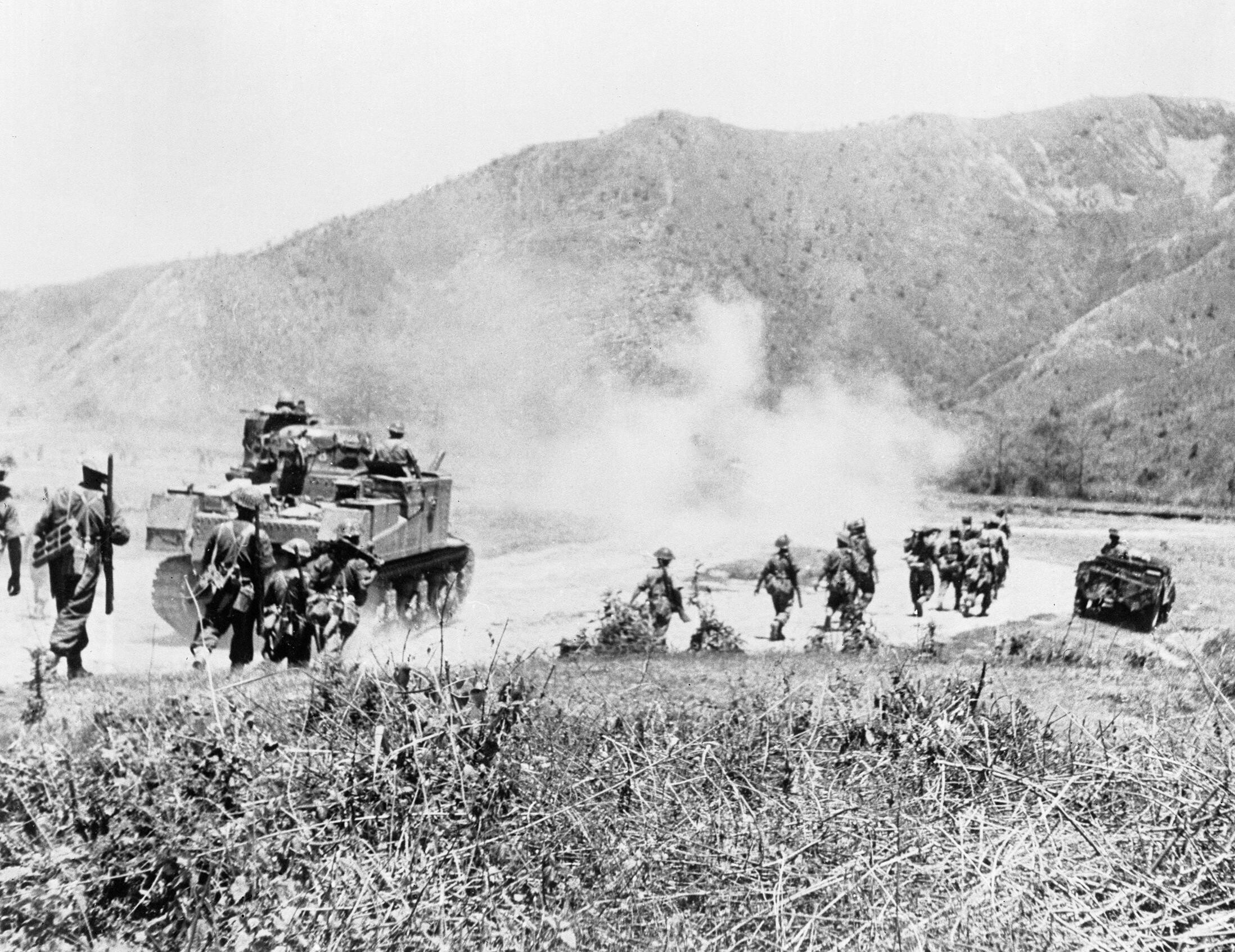
廓爾喀士兵在緬甸幫忙驅逐日本皇軍

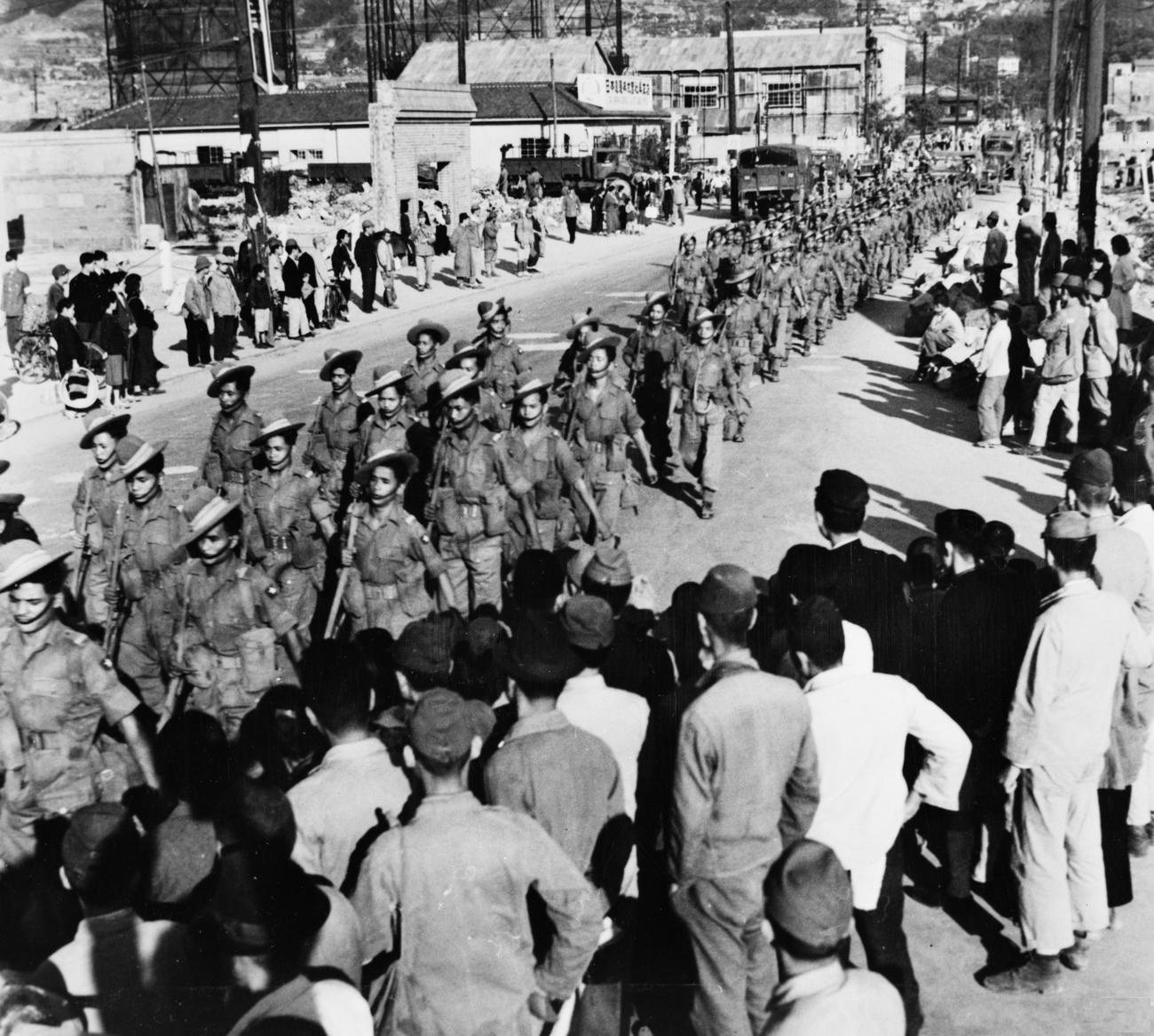
廓爾喀士兵於第二次世界大戰後在日本廣島縣巡遊

尼泊爾，在二戰期間由親英的拉納王朝統治。在1939年9月1日德國入侵波蘭後，尼泊爾在9月4日向德國宣戰。一旦英國與日本進入衝突狀態，尼泊爾皇家部隊有16個營在緬甸戰線上作戰。除了軍事支持之外，尼泊爾還為盟軍的戰爭貢獻了槍支，裝備以及數十萬英鎊的茶，糖和木材等原材料。
在第二次世界大戰期間，尼泊爾和英國之間就尼泊爾士兵的動員達成了內部條約。除了尼泊爾皇家部隊外，尼泊爾人還在英國的廓爾喀部隊中作戰，並在全世界與軸心國進行戰鬥。 除此之外，聯合軍隊總部有很多尼泊爾高級軍官。
當日本於1941年12月與英國開戰時，英國在印度次大陸的存在受到威脅。英國在印度部署了尼泊爾部隊到緬甸戰線。尼泊爾營-馬罕德拉·達爾，謝爾，卡利·巴哈杜爾和賈格納特也被部署。這些尼泊爾營在盟軍司令部下進行了戰鬥。賈格納特營作為工程師參與建造鐵軌，橋樑，供水點等。
尼泊爾軍隊在威廉·斯利姆中將的英軍第14集團軍中作出了卓越的戰鬥，並幫助迫使日本人撤退。最後，在對廣島和長崎進行原子彈襲擊後，日本投降了。大多數尼泊爾軍隊於1945年10月撤回加德滿都。1945年10月28日舉行了一場盛大的勝利遊行，許多尼泊爾士兵，軍官和相關的英國軍官因其可觀的表現而榮幸。在1946年的倫敦勝利大遊行中，皇家尼泊爾軍隊由指揮官巴比爾·藻姆謝爾·忠格·巴哈杜爾拉納爵士率領。他的小兒子Subikhyat-Tri-Shakti-Patta少將，Prasidha-Prabala-Gorkha-Dakshina-Bahu爵士Brahma Shamsher Jang Bahadur Rana，在戰爭中戰鬥並被阿薩姆-緬甸勳章（1945年），英國人39 /45與緬甸明星，國防與戰爭獎章（1945年。

## 外部連結
- History of Nepalese Army at the official website of the Nepalese Army.